# BT-13 (航空機)
ヴァルティー BT-13 ヴァリアント
BT-13A (1943年、アメリカ陸軍航空軍)
- 用途：基本練習機、偵察機
- 製造者：ヴァルティー・エアクラフト
- 運用者：アメリカ陸軍航空軍、アメリカ海軍、他
- 初飛行：1939年
- 生産数：9,525機
- 生産開始：1939年3月
- 運用開始：1940年6月

ヴァルティー BT-13 ヴァリアント (Vultee BT-13 Valiant) は、第二次世界大戦期にアメリカ合衆国のヴァルティー・エアクラフトで開発され、アメリカ陸軍航空隊（後のアメリカ陸軍航空軍）およびアメリカ海軍航空隊で運用された基本練習機である。
基本練習機 (Basic Trainer, BT) は、初等練習機 (Primary Trainer, PT)と高等練習機 (Advanced Trainer, AT)の中間に位置する2段階目の練習機で、同時期の初等練習機としてはPT-13／PT-17 ステアマンやPT-19 コーネル、高等練習機としてはAT-6 テキサンなどが広く使用されていた。

## 概要
1938年、ヴァルティーの開発責任者であったリチャード・パルマーは単発戦闘機の開発を始めていたが、同じ頃にアメリカ陸軍から高等練習機の要求仕様書の提示が行われた。パルマーは設計中の戦闘機を高等練習機に設計変更し、V-51と呼ばれる試作機を完成させた。試作機V-51は出力600馬力のプラット・アンド・ホイットニー R-1340を搭載した全金属製の機体を持ち、1939年3月24日に初飛行に成功した。V-51はBC-51の形式名が付けられアメリカ陸軍航空隊での評価試験が行われた。
この評価試験で、アメリカ陸軍はノースアメリカン製のBC-2 (後のAT-6テキサン)の採用を決めたが、BC-51の方も引き続いて評価運用試験のため使いたいという事でBC-3という形式名が与えられた。
V-51がアメリカ軍に制式採用されなかった事を受け、パルマーはV-51を再度改設計し、出力の低いエンジンを搭載した輸出市場向けの練習機としてVF-54を製作した。しかしながら、VF-54の採用国は現れなかった。
パルマーはVF-54を更に設計変更し、着陸脚を固定にしてエンジンを出力450馬力のプラット・アンド・ホイットニー R-985-T3Bに変更したVF-54Aを製作した。するとこの機体がアメリカ陸軍航空隊の基本練習機として採用される事になり、1939年8月にBT-13の形式名が与えられて300機の発注が行われた。BT-13の最初の量産機はプラット・アンド・ホイットニー R-985-25を搭載し、1940年6月にアメリカ陸軍航空隊に納品された。
続いて大量生産されたBT-13Aはエンジンをプラット・アンド・ホイットニー R-985-AN-1に変更したほか、主脚カバーを省略するなどのマイナーチェンジを行ったバージョンで、6,407機が生産された。また、BT-13AのDC12V電装系をDC24V系に変更したBT-13Bが1,125機生産された。また、生産数増加によりプラット・アンド・ホイットニー R-985の調達が追いつかなくなり、同じ出力450馬力のライト R-975-11エンジンを搭載したBT-15が1,693機生産された。
また、アメリカ海軍はBT-13AをSNV-1として1,350機導入し、またBT-13BをSNV-2として650機導入した。
これらのBT-13には"ヴァリアント"という公式の愛称が付けられていたが、一方で兵士からは"バイブレーター"のあだ名でも呼ばれた。これにはいくつかの理由があり、失速する寸前になると機体が激しく振動する、空中で激しい機動を行うと風防が振動する、離陸する際に地上の建物の窓を振動させる、などであった。
終戦に伴いBT-13の多くはアメリカ軍から民間や輸出市場に放出され、あるものは強力なエンジンを他の農業用機などに載せ換える目的で購入され、またあるものは外国の軍で練習機として使用されたりした。現在も少数のBT-13が外国の政府機関や軍で引き続き使用されていると見られる。

## 形式･派生型
V-51
最初に高等練習機として製造された試作機、1機のみ。プラット・アンド・ホイットニー R-1340搭載。
BC-51
V-51をアメリカ陸軍航空隊で試験した際のテスト時の形式名。
BC-3
BC-51のアメリカ陸軍航空隊での採用形式名。ただ、生産されたのは最初の1機のみである。
VF-54
V-51を改設計した輸出向けモデル。実際には輸出されず。
VF-54A
VF-54を改設計し、プラット・アンド・ホイットニー R-985-T3Bを搭載したモデル。これが、陸軍航空隊に"BT-13"として採用される事となった。
BT-13
VF-54Aのエンジンをプラット・アンド・ホイットニー R-985-25に変更した初期量産機。300機生産。
BT-13A
BT-13のエンジンをプラット・アンド・ホイットニー R-985-AN-1に変更した実質的な主量産型。6,407機生産。
BT-13B
BT-13Aの電装系をDC12VからDC24Vに変更したモデル。1,125機生産。
BT-15
BT-13Aのエンジンをライト R-975-11に変更したモデル。1,693機生産。
XBT-16
BT-13Aの機体を樹脂製に変更した試作機。1942年に1機のみ製造。
SNV-1
アメリカ海軍でのBT-13Aの制式型番。陸軍向け生産分から1,350機が振り当てられた。
SNV-2
アメリカ海軍でのBT-13Bの制式型番。陸軍向け生産分から650機が振り当てられた。
T-13A
1948年に、アメリカ空軍に残っていたBT-13の空軍練習機としての制式型番が変更されたもの。同時にPT-13 ステアマンがT-13Bとなったので、混乱を避けるためそれまで通りBT-13と呼ばれる事が多かった。

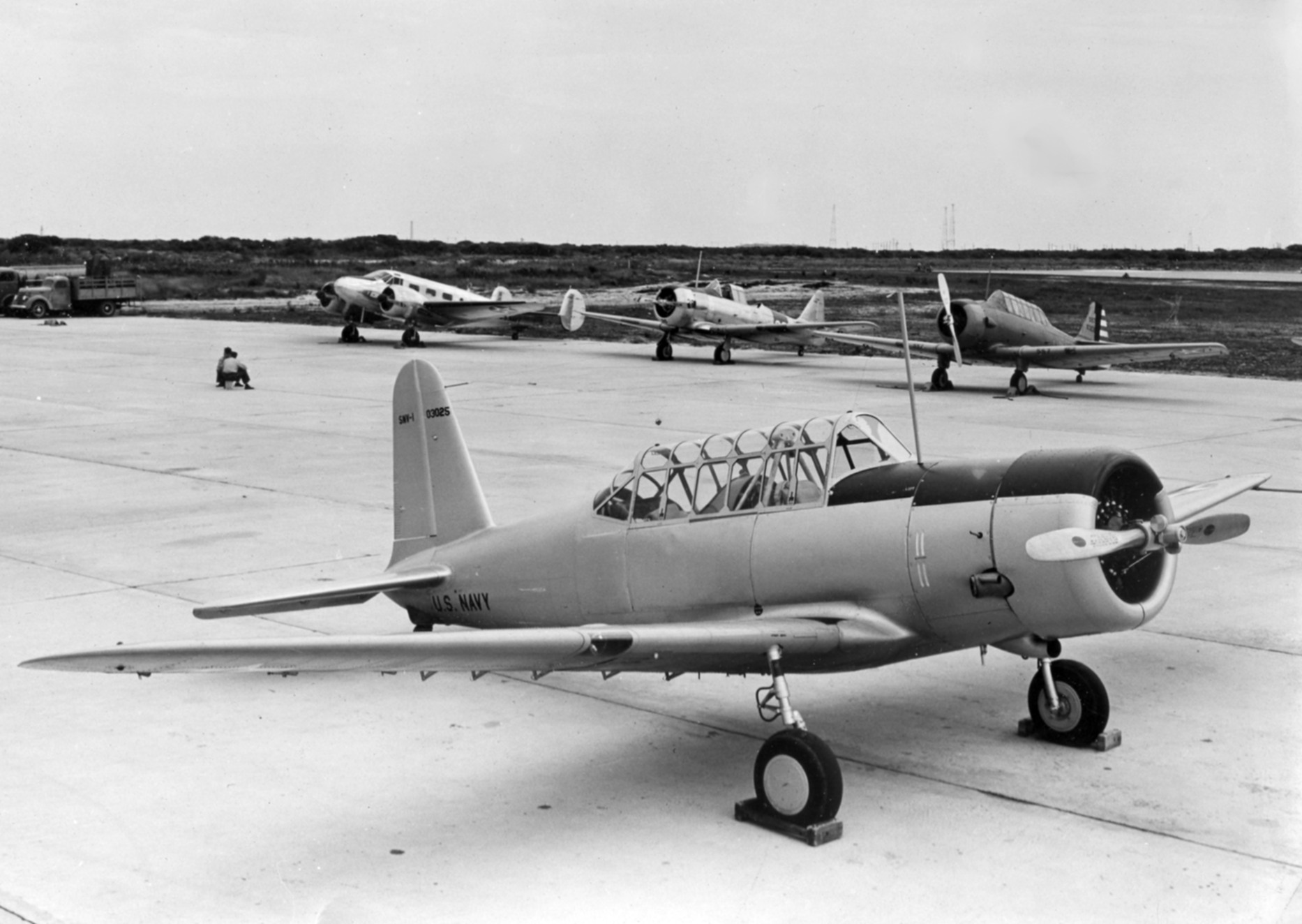
アメリカ海軍のSNV-1
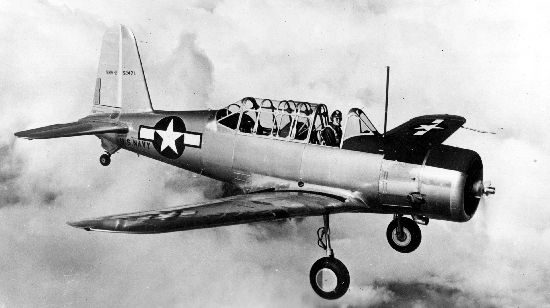
アメリカ海軍のSNV-2
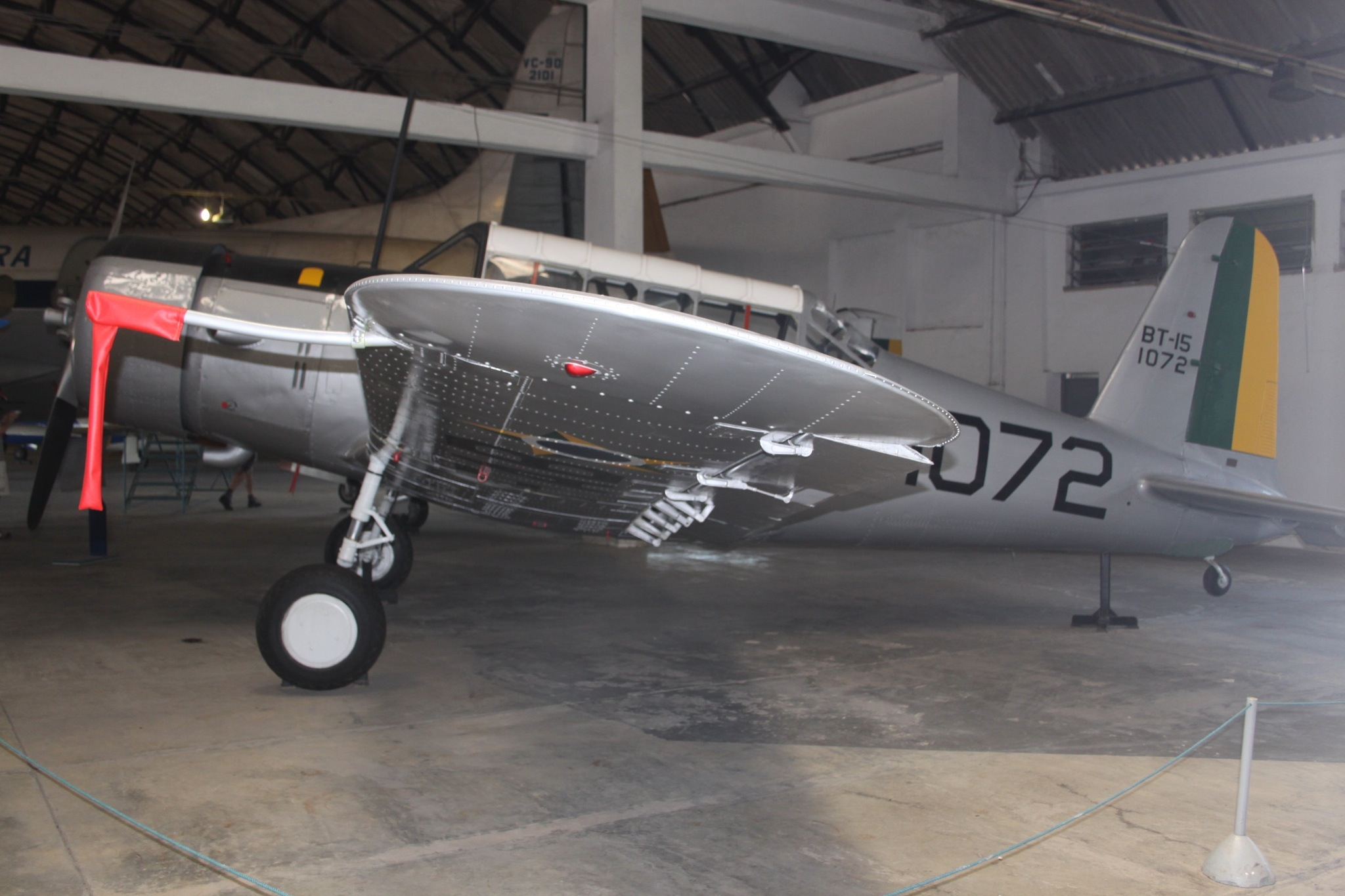
ブラジル空軍のBT-15
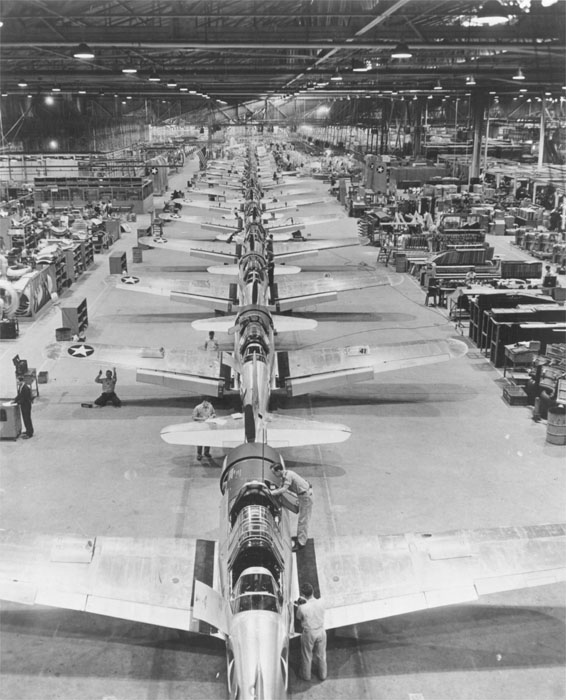
BT-13の生産工場、1943年。

## 運用国
アルゼンチン
- アルゼンチン空軍[6]
- アルゼンチン海軍[6]

 ボリビア
- ボリビア空軍 - (BT-13)[6]

 ブラジル
- ブラジル空軍 - (BT-15、120機)[6]

 チリ
- チリ空軍[6]

 中国
 コロンビア
- コロンビア空軍 (BT-15、14機)[6]

 中華民国
 キューバ
- キューバ空軍

 ドミニカ共和国
- ドミニカ空軍[6]

 エクアドル
- エクアドル空軍

 エジプト
 エルサルバドル
- エルサルバドル空軍[6]

 フランス
- フランス空軍[8]

 グアテマラ
- グアテマラ空軍[6]

 ハイチ
- ハイチ軍[6]

 ホンジュラス
- ホンジュラス空軍[6]

 インドネシア
- インドネシア空軍[7]

 イスラエル
- イスラエル空軍[7] - 1948年にハガナーのエージェントがアメリカから2機を購入し、うち1機が組み立てられて完成状態になり同年9月頃から"B-62"の機体番号が付けられ第101飛行隊の戦闘機パイロットの訓練に使用された[9]。1949年1月頃には空軍から退役し、おそらく未完成になっていたもう1機の部品と共に民間の飛行クラブに引き渡された[9]。

 メキシコ
 ニカラグア
- ニカラグア空軍[6]

 パナマ
 パラグアイ
- パラグアイ空軍 - 10機のBT-13Aを1942年から43年に運用。1947年に2機をアルゼンチンから購入。
- パラグアイ海軍航空隊 - 1960年代に3機をアルゼンチンから購入。

 ペルー
- ペルー空軍[6]

 フィリピン
 アメリカ合衆国
- アメリカ空軍
- アメリカ陸軍航空軍
- アメリカ海軍

 ベネズエラ
- ベネズエラ空軍[6]

## 要目
BT-13Aの諸元
- 乗員：2名

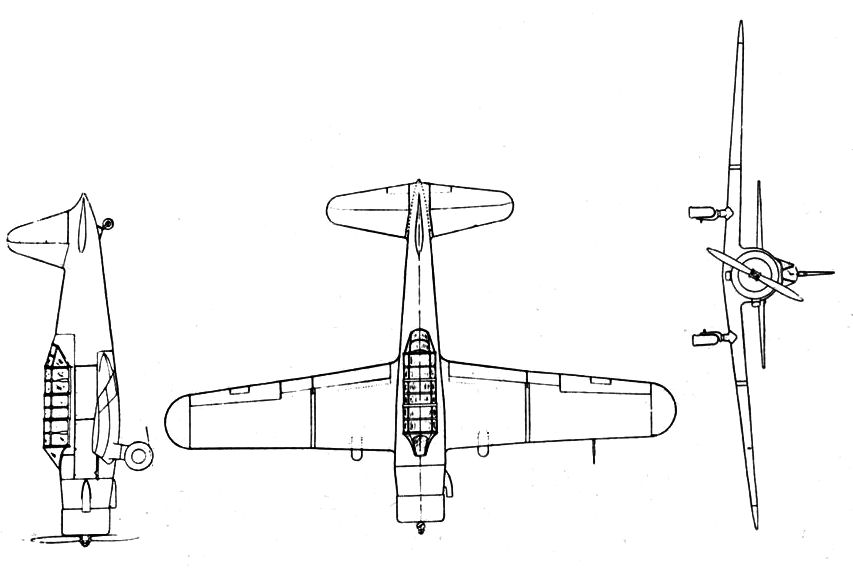
BT-13 三面図

- 全長：8.79 m (28 ft 10 in)
- 全幅：12.80 m (42 ft 0 in)
- 全高：3.51 m (11 ft 6 in)
- 翼面積：22.2 m² (239  ft²)
- 空虚重量：1,531 kg (3,375 lb)
- 全備重量：2,039 kg (4,496 lb)
- エンジン：1 × プラット・アンド・ホイットニー R-985-AN-1 空冷9気筒単列星型エンジン、340 kW (450 hp)
- 最大速度：290 km/h (156 knots, 180 mph)
- 巡航高度：6,600 m (21,650 ft)
- 航続距離：1,167 km (630 nm, 725 mi)
- 上昇率：5.52 m/s (1087 ft/min)

## エピソード
1970年に公開されたアメリカ映画「トラ・トラ・トラ!」において、BT-13を改造して製作された九九式艦上爆撃機が、T-6 テキサンを改造して製作された零式艦上戦闘機と共に出演している。また、同じくこの映画に登場する九七式艦上攻撃機は、BT-13とT-6の機体を繋ぎ合わせて製作されている。
これらの改造機は2001年公開のアメリカ映画『パール・ハーバー』においても再び使用されている。

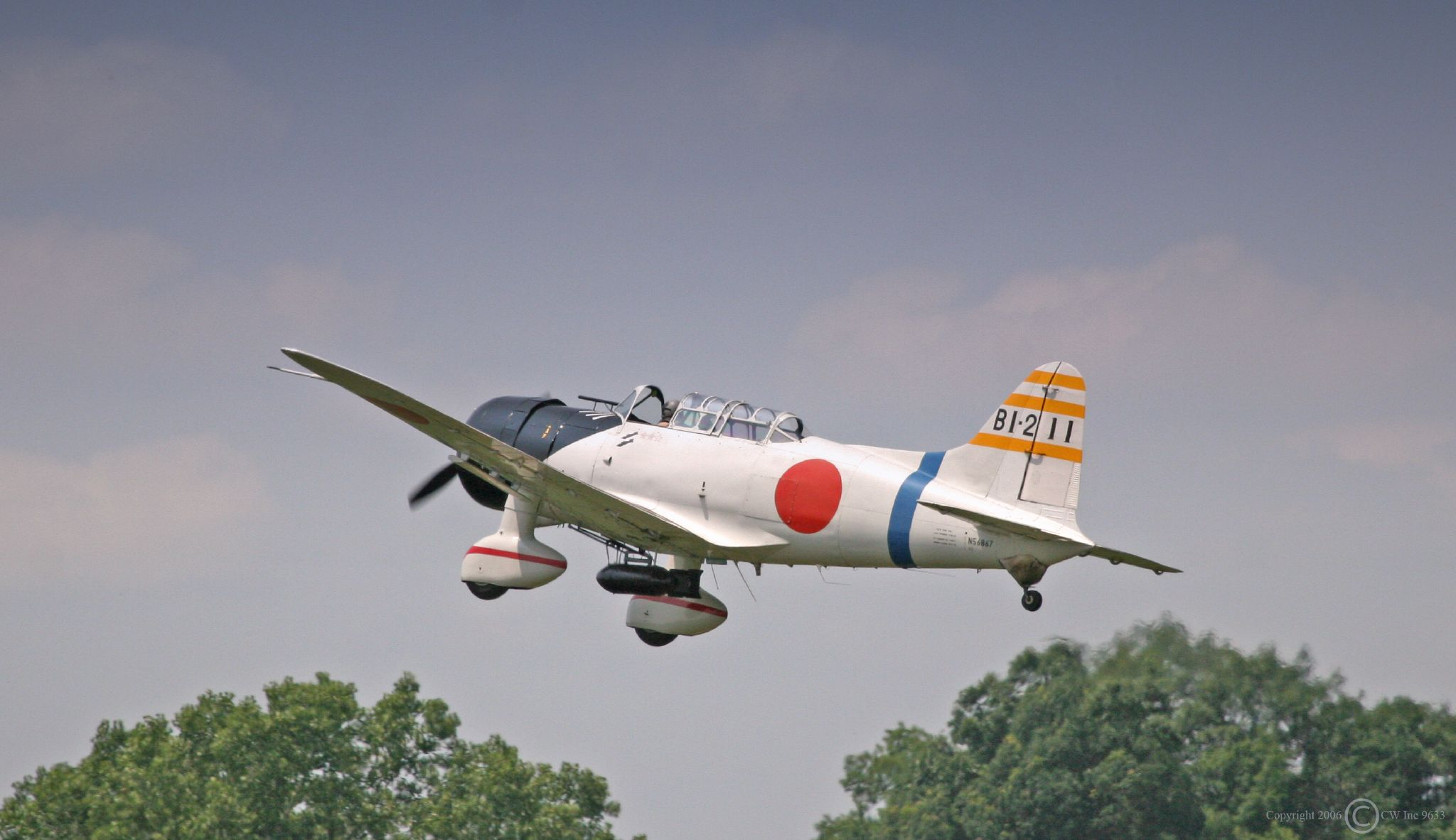
BT-13改造の九九式艦上爆撃機
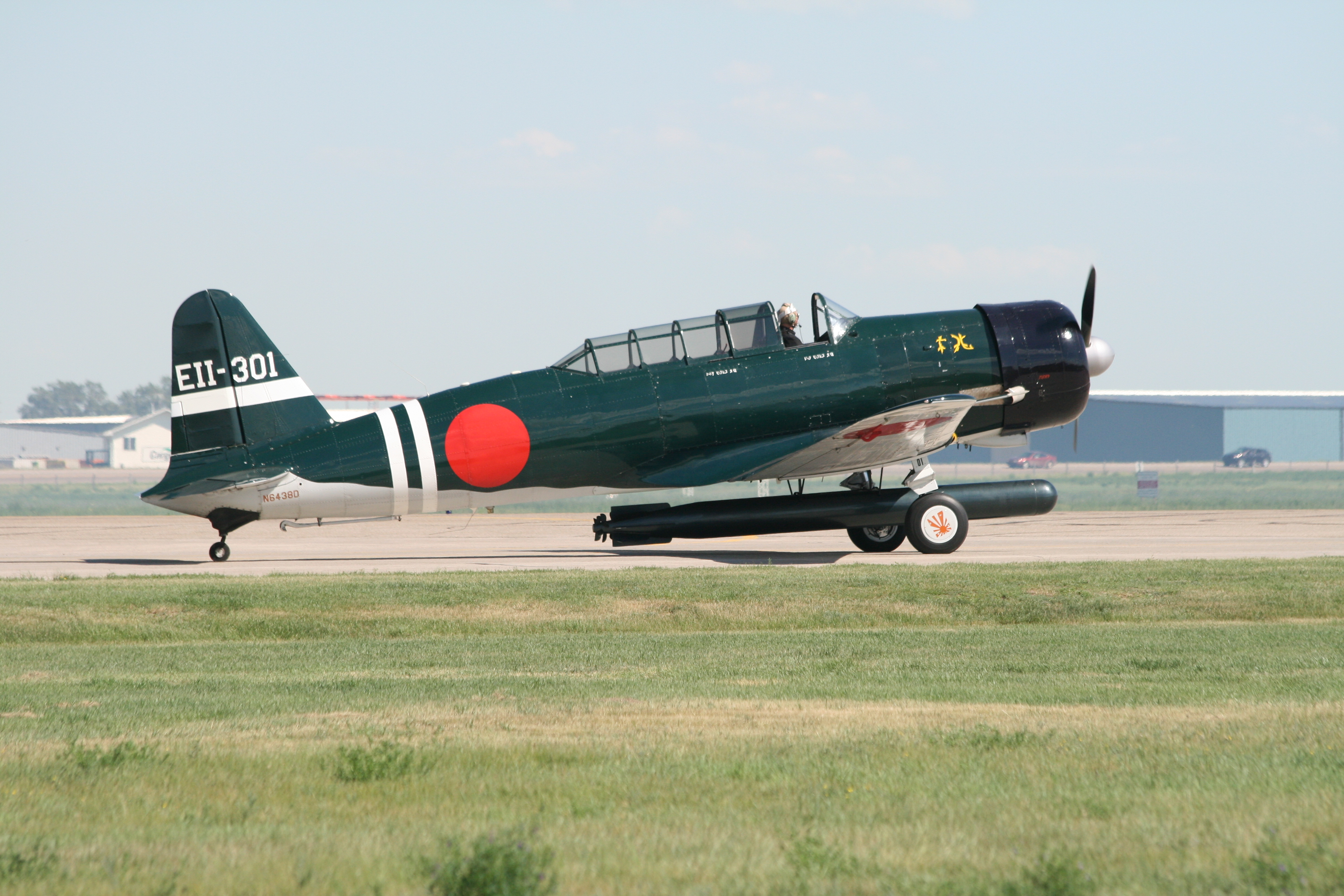
BT-13とT-6を繋ぎ合わせて製作された九七式艦上攻撃機